# Уставная грамота помещика и крестьян
Уставная грамота помещика и крестьян (также известна как уставная грамота 1861 года) — документ, обязательное составление которого каждым помещиком в ходе Крестьянской реформы в России было предусмотрено Манифестом об отмене крепостного права и Высочайше утвержденными «Правилами о порядке приведения в действие положений о крестьянах, вышедших из крепостной зависимости» от 19 февраля (3 марта) 1861 года.
В Манифесте об отмене крепостного права Александр II, в частности, повелевал следующее.
- Составить, поверить и утвердить по каждому сельскому обществу или имению уставную грамоту, в которой будет исчислено, на основании местного положения, количество земли, предоставляемой крестьянам в постоянное пользование, и размер повинностей, причитающихся с них в пользу помещика, как за землю, так и за другие от него выгоды.
- Сии уставные грамоты приводить в исполнение по мере утверждения их для каждого имения, а окончательно по всем имениям ввести в действие в течение двух лет, со дня издания настоящего Манифеста.
- До истечения сего срока, крестьянам и дворовым людям пребывать в прежнем повиновении помещикам, и беспрекословно исполнять прежние их обязанности.

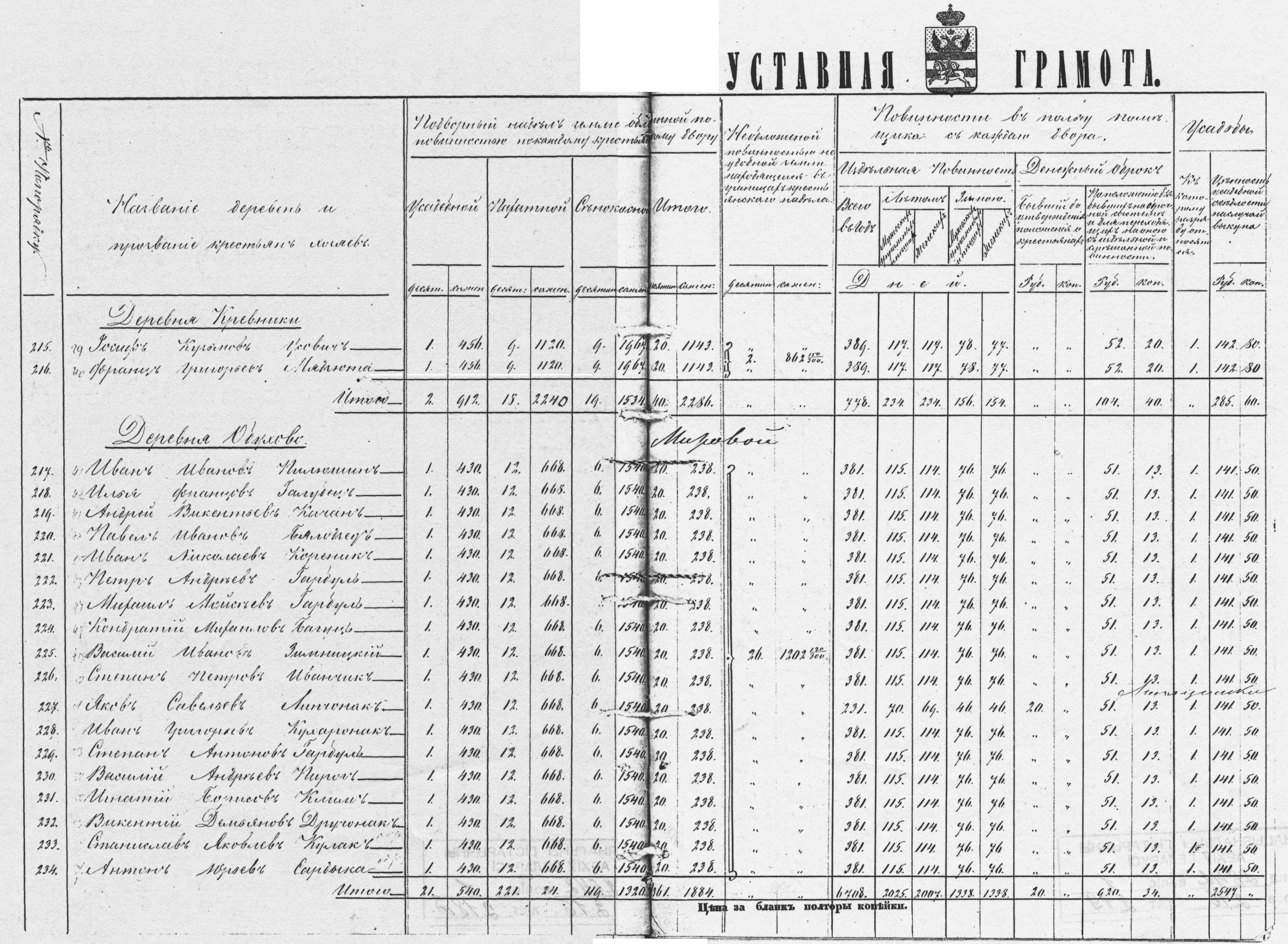
Фрагмент уставной грамоты имения Сарья Дриссенского уезда Витебской губернии, 1862 год.

«Правила о порядке приведения в действие положений о крестьянах, вышедших из крепостной зависимости», содержали раздел, состоящий из следующих 4 частей, включающих в общей сложности 62 статьи.
I. Составление грамот (статьи 20—42).
II. Рассмотрение и поверка уставных грамот (статьи 43—63).
III. Утверждение и введение в действие уставных грамот (статьи 64—80).
IV. Особые правила для имений мелкопоместных владельцев (статьи 81—85).
Обязанность составления уставной грамоты, соответствующей местному Положению о крестьянах, возлагалась на помещика. Если помещик не представлял уставную грамоту в течение года, то соответствующая обязанность возлагалась на мирового посредника. Мировые посредники из местных потомственных дворян-помещиков утверждались в должности указами Сената по представлению начальников губерний. Участие крестьян в составлении уставной грамоты зависело от владельца. Помещик имел право указать в уставной грамоте не противоречащие законодательству условия выкупа крестьянами земли в собственность.
Мировой посредник, в распоряжении которого находились чиновник полиции и землемер, организовывал поверку уставной грамоты, в частности, посредством зачитывания её «от слова до слова» крестьянам. В случае возражений и жалоб со стороны крестьян мировой посредник до принятия им решения должен был стараться привести стороны к миролюбивому соглашению. При отсутствии законных возражений со стороны крестьян уставная грамота признавалась окончательно поверенной, о чём составлялся акт, подписываемый мировым посредником, помещиком, грамотными крестьянами и добросовестными свидетелями. При отсутствии среди крестьян и свидетелей грамотного акт подписывался по их просьбе посторонним лицом.
Мировой посредник, за некоторыми исключениями, самостоятельно утверждал и вводил в действие уставные грамоты. Крестьянин получал заверенную копию уставной грамоты, оплачивая по 15 копеек с каждого листа на покрытие канцелярских расходов. Помещик и крестьяне были вправе обжаловать утверждённые уставные грамоты в губернское по крестьянским делам присутствие в течение трёх месяцев.
Согласно Положению от 26 июня 1863 года уставные грамоты составлялись также и для удельных крестьян.
Всего было составлено более 111 тысяч уставных грамот (менее 50% соответствующих актов было подписано крестьянами). В России уставные грамоты хранятся в архивах субъектов федерации, копии имеются в РГИА; на Украине — в областных архивах; в Белоруссии — в Национальном историческом архиве. Уставные грамоты представляют собой важный источник генеалогической информации.